# Київська ГЕС
Ки́ївська ГЕС — перша (верхня) сходинка Дніпровського каскаду ГЕС, що розташована на річці Дніпрі.

## Технічні характеристики

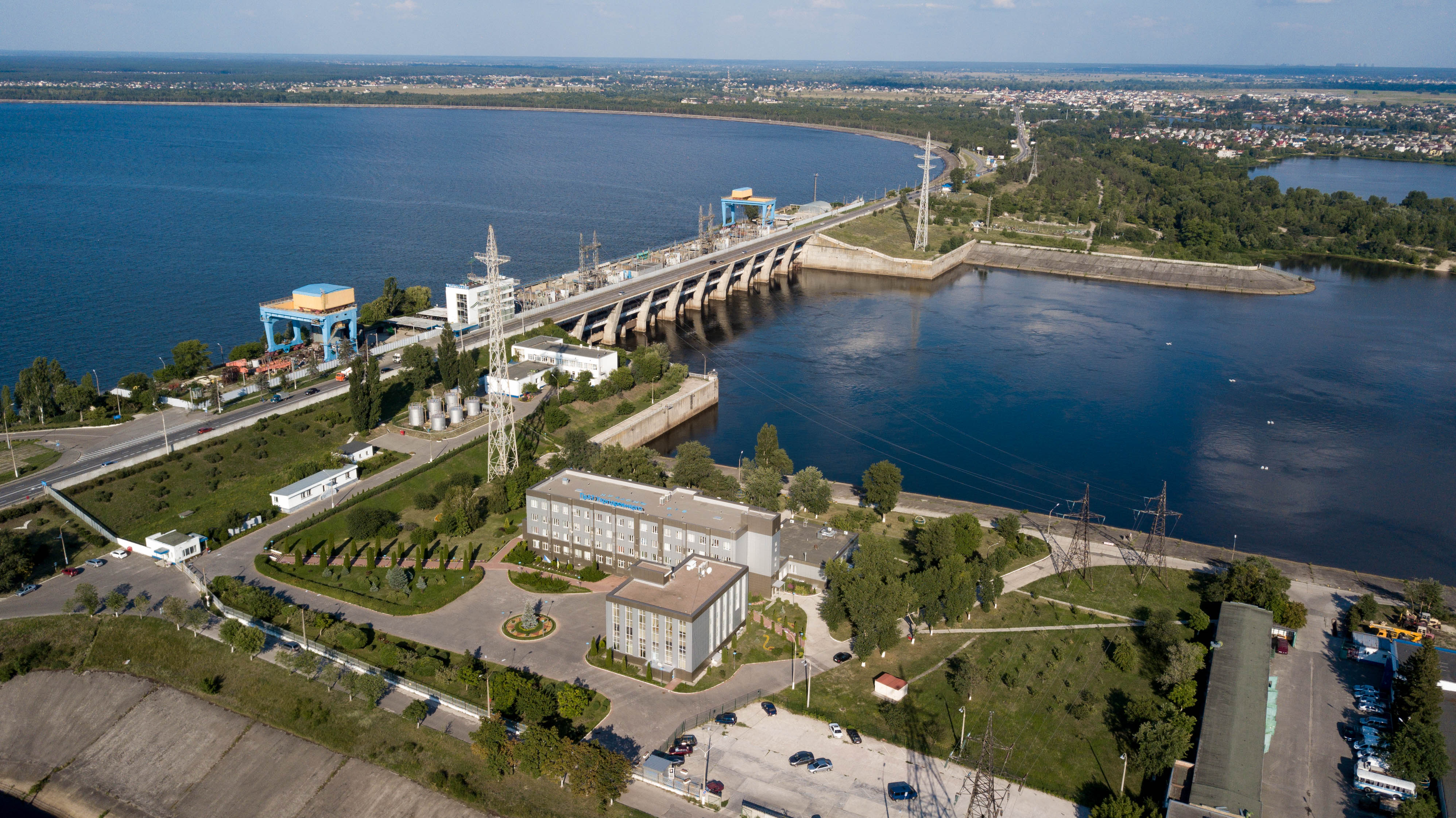
Київська ГЕС

Київське водосховище ГЕС – руслове, річкового типу, з обмеженим сезонним регулюванням. 

## Галерея

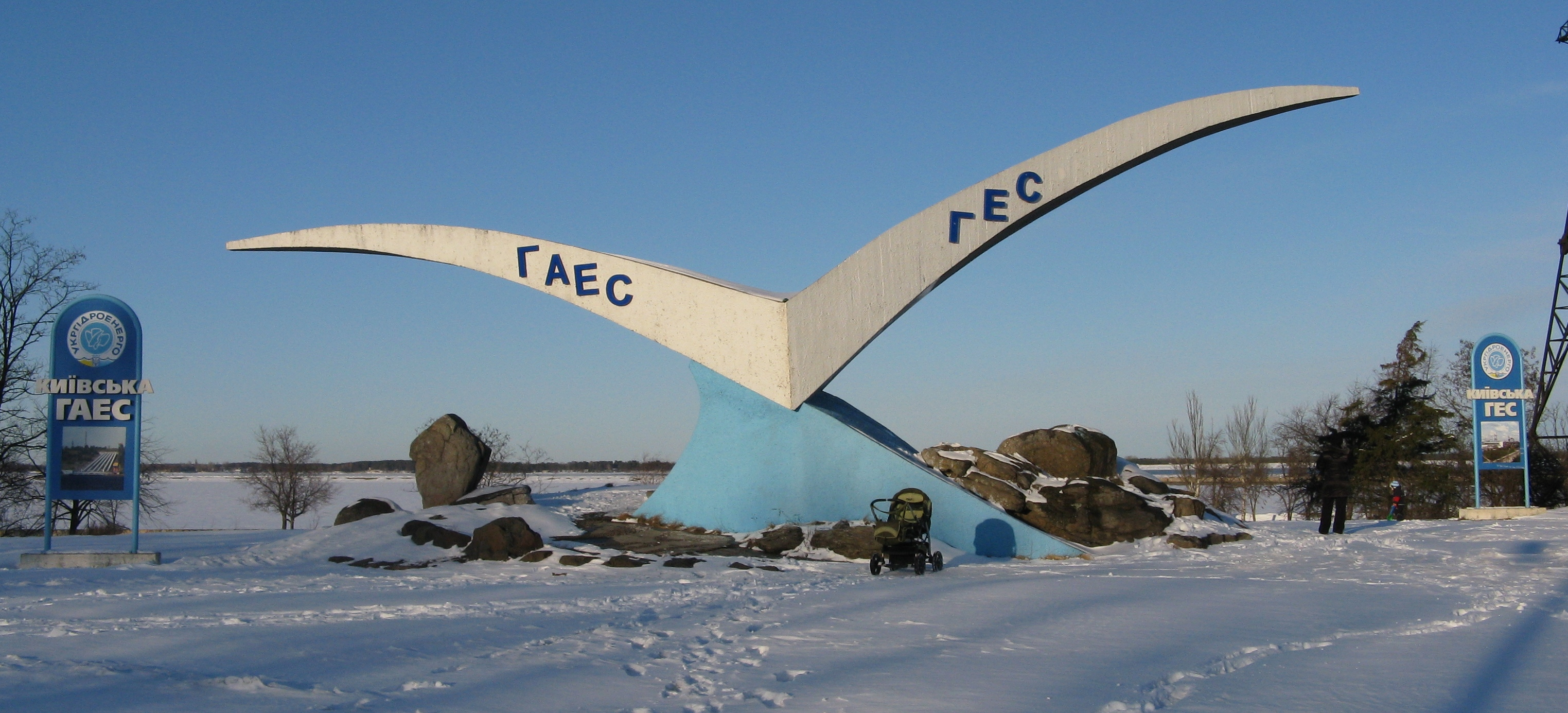
Пам'ятний знак "Чайка" при в'їзді
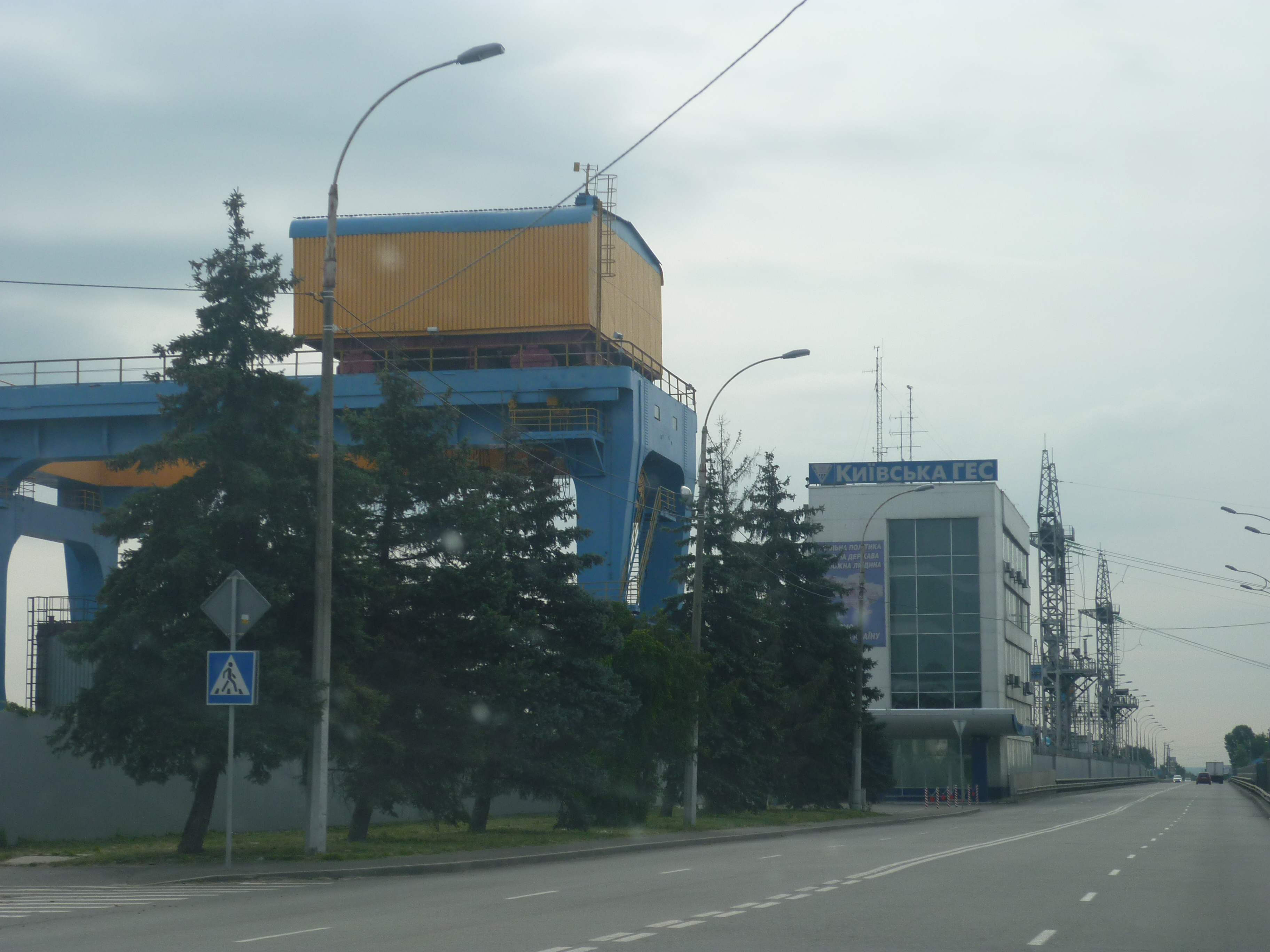
Головний шлюз та адмінбудівля
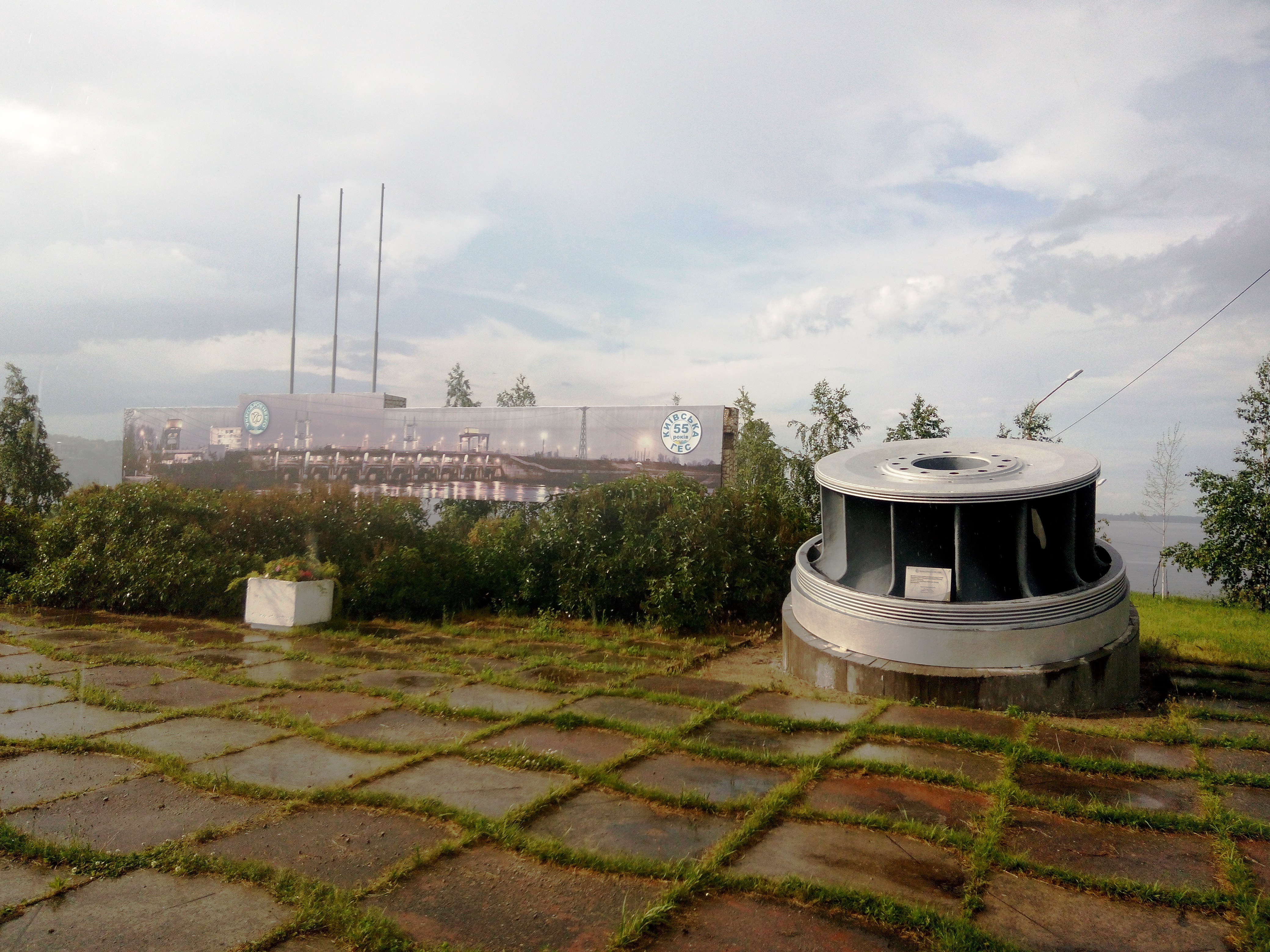
Турбіна
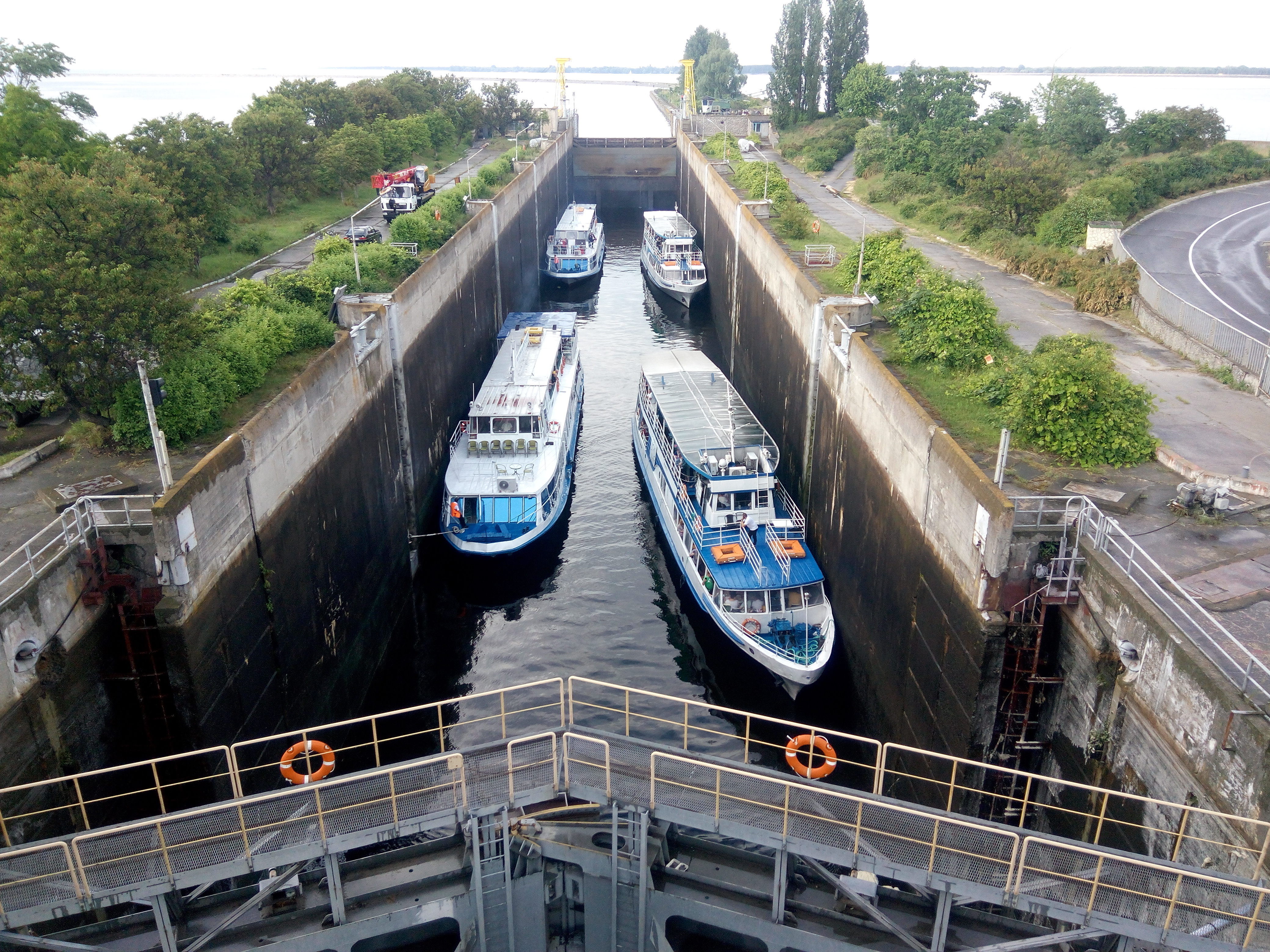
Відкриття шлюзів для кораблів